# NGC 2777
NGC 2777 (również PGC 25876 lub UGC 4823) – galaktyka nieregularna (Im), znajdująca się w gwiazdozbiorze Raka. Odkrył ją Albert Marth 6 marca 1864 roku.